# La mort est dans le pré
La Mort est dans le pré é um telefilme francês dirigido por Olivier Langlois a partir de um roteiro de Claude-Michel Rome e Frédéric Paulin, e transmitido pela primeira vez na França em 19 de outubro de 2021 no canal France 3. O filme é inspirado no romance La Peste de Frédéric Paulin, publicado pela La Manufacture de livres em 2017. É uma coprodução das Productions Franco American, Grand Large Productions e France Télévisions, produzida com o participação Rádio e Televisão Suíça (RTS).

## Elenco e personagens
- Myriam Bourguignon como Comandante Samira Masson
- Fred Testot como Étienne Barjac, comandante do IGPN, a força policial
- Thierry Frémont como Jean-Philippe Chevalier, proprietário dos matadouros Chevalier
- Grégoire Colin como Luc Masson, marido de Samira
- Fabien Baïardi como Lionel Crosse, funcionário dos matadouros Chevalier
- Vincent Deniard como Aurélien Weiss, funcionário dos matadouros Chevalier
- Camille Aguilar como Gwenaelle Martin, ativista do Greenlife
- Laurent Mouton como Tenente Gilles Largier
- Franck Libert como Pierre Luchaire, a vítima, policial disfarçado

## Recepção
A revista Télé-Loisirs deu ao filme 3 estrelas, considerando que "esta cenário adaptado do romance La peste de Frédéric Paulin é sólido e lida bem com várias questões atuais, tópicos como violência contra mulheres ou tráfico de carne bovina. Fred Testot e Myriam Bourguignon são uma dupla de investigadores convincente e surpreendente".